# Паково Село
Паково Село је насељено мјесто у саставу града Дрниша у Далмацији, у Шибенско-книнској жупанији, Република Хрватска.

## Географија
Насеље је удаљено око 10 км југозападно од Дрниша.

## Историја
Током рата у Хрватској (1991—1995), село је било под хрватском контролом, у граничној зони према Републици Српској Крајини.

## Култура
У Паковом Селу се налази римокатоличка црква Св. Фрање Асишког из 1889. године.

## Становништво
Према попису из 1991. године, Паково Село је имало 329 становника. Према попису становништва из 2001. године, Паково Село је имало 246 становника. Насеље је према попису становништва из 2011. године имало 236 становника.
| Демографија | Демографија | Демографија |
| Година      | Становника  | Становника  |
| ----------- | ----------- | ----------- |
| 1961.       | 668         |             |
| 1971.       | 565         |             |
| 1981.       | 385         |             |
| 1991.       | 329         |             |
| 2001.       | 246         |             |
| 2011.       |             | 236         |

## Попис 1991.
На попису становништва 1991. године, насељено место Паково Село је имало 329 становника, следећег националног састава:
| Попис 1991.‍ | Попис 1991.‍ | Попис 1991.‍ | Попис 1991.‍ | Попис 1991.‍ |
| ----------- | ----------- | ----------- | ----------- | ----------- |
|             |             |             |             |             |
| Хрвати      | Хрвати      |             | 327         | 99,39%      |
| Македонци   | Македонци   |             | 1           | 0,30%       |
| непознато   | непознато   |             | 1           | 0,30%       |
| укупно: 329 |             |             |             |             |